# فینلاندیا

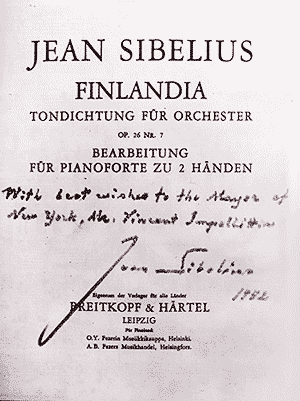
نسخهٔ اولیهٔ فینلاندیا

فینلاندیا (به فنلاندی: Finlandia) یکی از مشهورترین آثار یان سیبلیوس، آهنگساز فنلاندی است.
این اثر در سال ۱۸۹۹ با الهام از تاریخ فنلاند ساخته شد و نخستین بار در مراسمی برای اعتراض به گسترش سانسور رسانه‌ها از سوی امپراتوری روسیه اجرا شد. اجرا توسط ارکستر فیلارمونیک هلسینکی صورت گرفت. برای اجراهای بعدی در فنلاند، برگزارکنندگان برنامه ناگزیر از تغییر نام اثر بودند تا مقام‌های روسی از اجرا جلوگیری نکنند. لحن پرخروش اثر در پی دامن زدن به احساسات میهن‌پرستانهٔ مردم فنلاند بود.

## پیوندهای مرتبط
ژان سیبلیوس